# Villeneuve-de-Berg
Villeneuve-de-Berg település Franciaországban, Ardèche megyében. Lakosainak száma 3031 fő (2022. január 1.). Villeneuve-de-Berg Alba-la-Romaine, Mirabel, Rochecolombe, Saint-Andéol-de-Berg, Saint-Germain, Saint-Jean-le-Centenier és Saint-Maurice-d’Ibie községekkel határos.

## Népesség
A település népessége az elmúlt években az alábbi módon változott:
| Lakosok száma | 1501 | 1992 | 2290 | 2789 | 2887 | 2967 | 2944 | 3001 | 3028 | 3031 |
|               | 1968 | 1982 | 1990 | 2006 | 2013 | 2015 | 2017 | 2019 | 2020 | 2022 |